# Metro w Taszkencie

Mapa

Metro w Taszkencie – otwarte w 1977 roku, w Taszkencie. Jest pierwszym (i jak dotąd jedynym) systemem metra w Uzbekistanie. Jednocześnie był to siódmy wybudowany system metra w byłym ZSRR. System składa się z czterech linii, w tym trzech tworzących charakterystyczny trójkąt w centrum miasta.
Prześwit toru podobnie jak w innych postsowieckich systemach metra wynosi 1520 mm. Perony stacji mają długość 100 metrów, wszystkie stacje przewidziane są do pełnienia funkcji schronów przeciwatomowych.

## Historia
Pierwsze plany budowy zostały opracowane w 1968 roku, czyli 2 lata po silnym trzęsieniu ziemi, które w znacznej części zniszczyło miasto. Projekt przewidywał przystosowanie metra do trudnych warunków sejsmicznych, a także do wysokich temperatur dochodzących tu do + 50 °C. Prace budowlane ruszyły w 1972 roku. Po pięciu latach od rozpoczęcia prac nastąpiła inauguracja pierwszej linii. Trwająca w międzyczasie budowa linii drugiej, została ukończona w 1984 roku. Linia trzecia, o długości 6 km wraz z sześcioma stacjami, uruchomiona została dopiero we wrześniu 2001 roku. Pierwszy odcinek czwartej linii metra oddano do użycia 30 sierpnia 2020 roku.

## Linie
| #      | Nazwa linii       | Data otwarcia | Długość | Liczba stacji |
| ------ | ----------------- | ------------- | ------- | ------------- |
| 1      | Linia Chilonzor   | 1977          | 23,7 km | 17            |
| 2      | Linia Oʻzbekiston | 1984          | 14,3 km | 11            |
| 3      | Linia Yunusobod   | 2001          | 10,5 km | 8             |
| 4      | Linia Halqa       | 2020          | 18,7 km | 12            |
| Razem: | Razem:            | Razem:        | 67,2 km | 48            |

## Architektura
Stacje metra w Taszkencie są bogato udekorowane socrealistycznymi polichromiami, architektura była wzorowana na systemie metra w Moskwie. Orientalny styl stacji może nasunąć skojarzenia z architekturą Baśni z 1001 nocy. Większość stacji wyłożonych jest marmurem, ponadto ozdobione są pozłacanymi, monumentalnymi świecznikami.

## Galeria

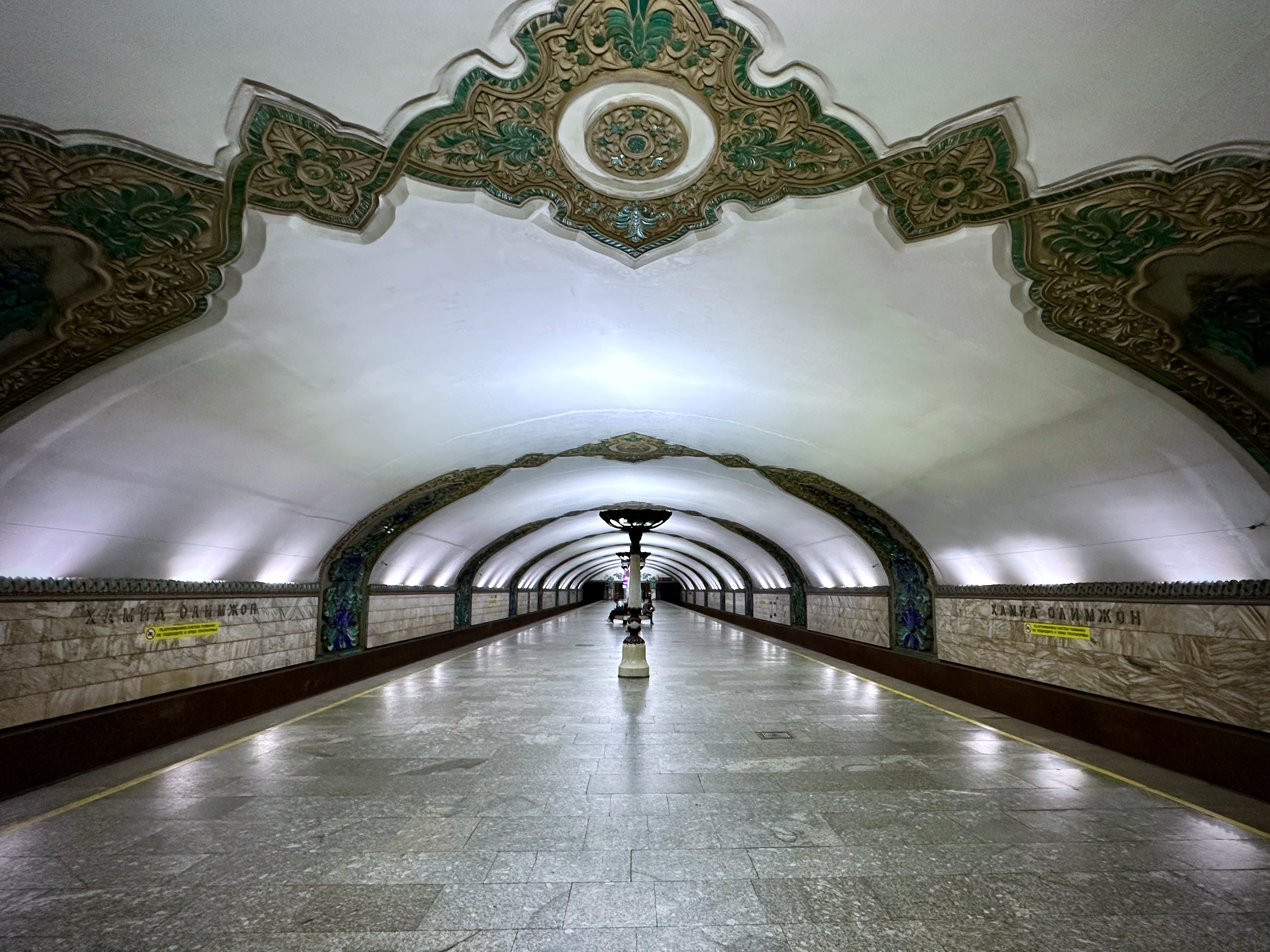
Stacja im. Hamida Olimdżana
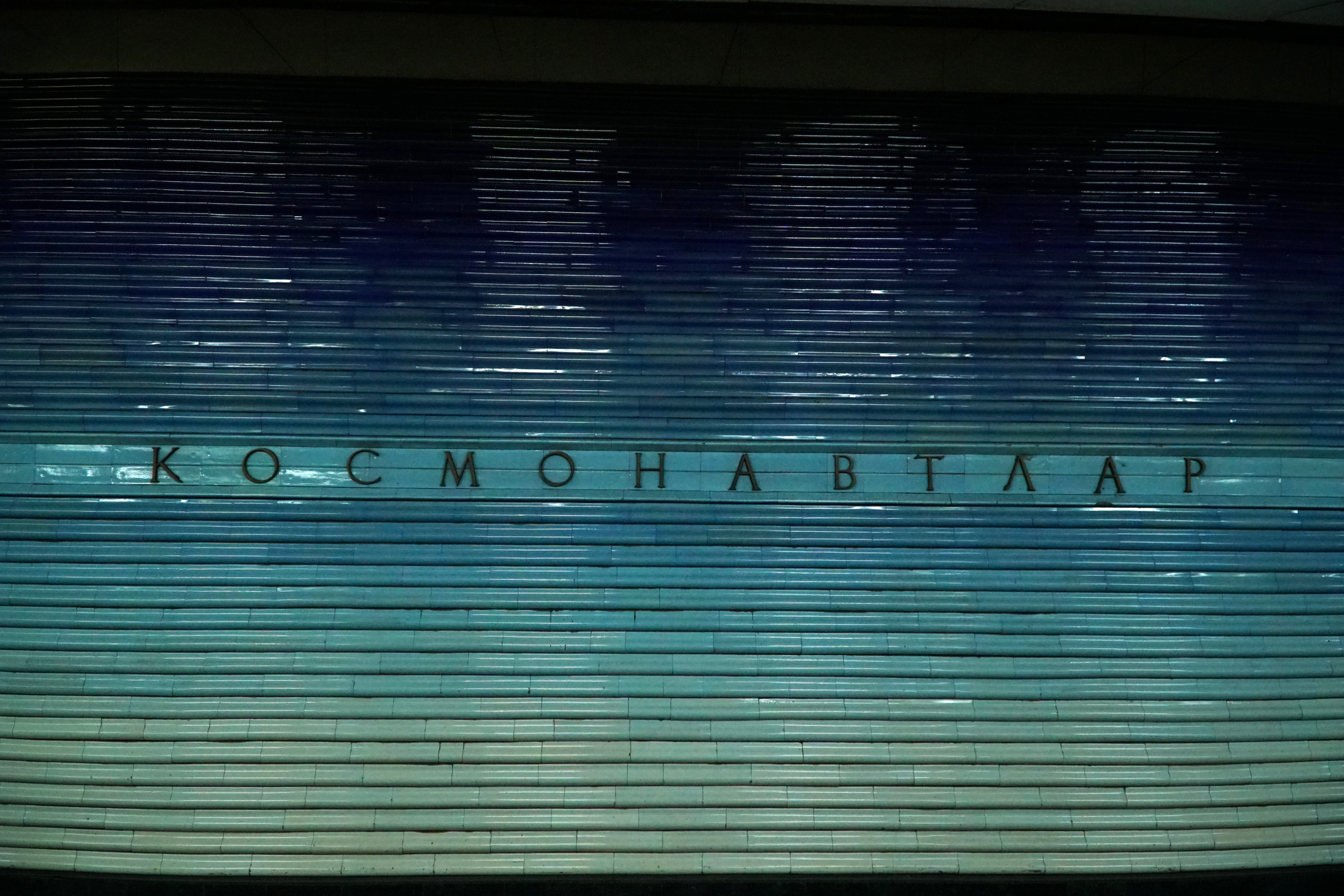
Stacja Kosmonautów
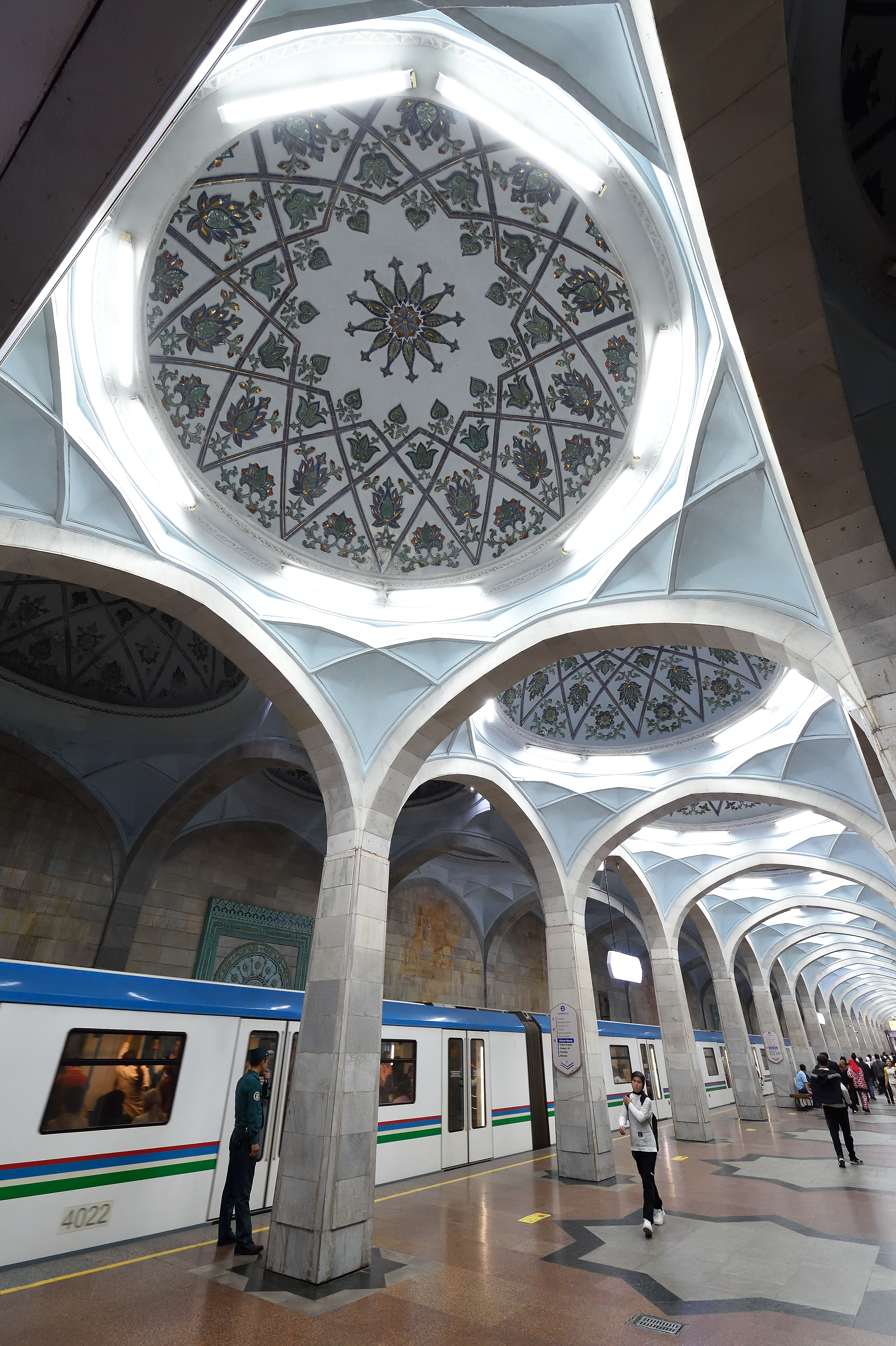
Stacja Aliszera Nawoi
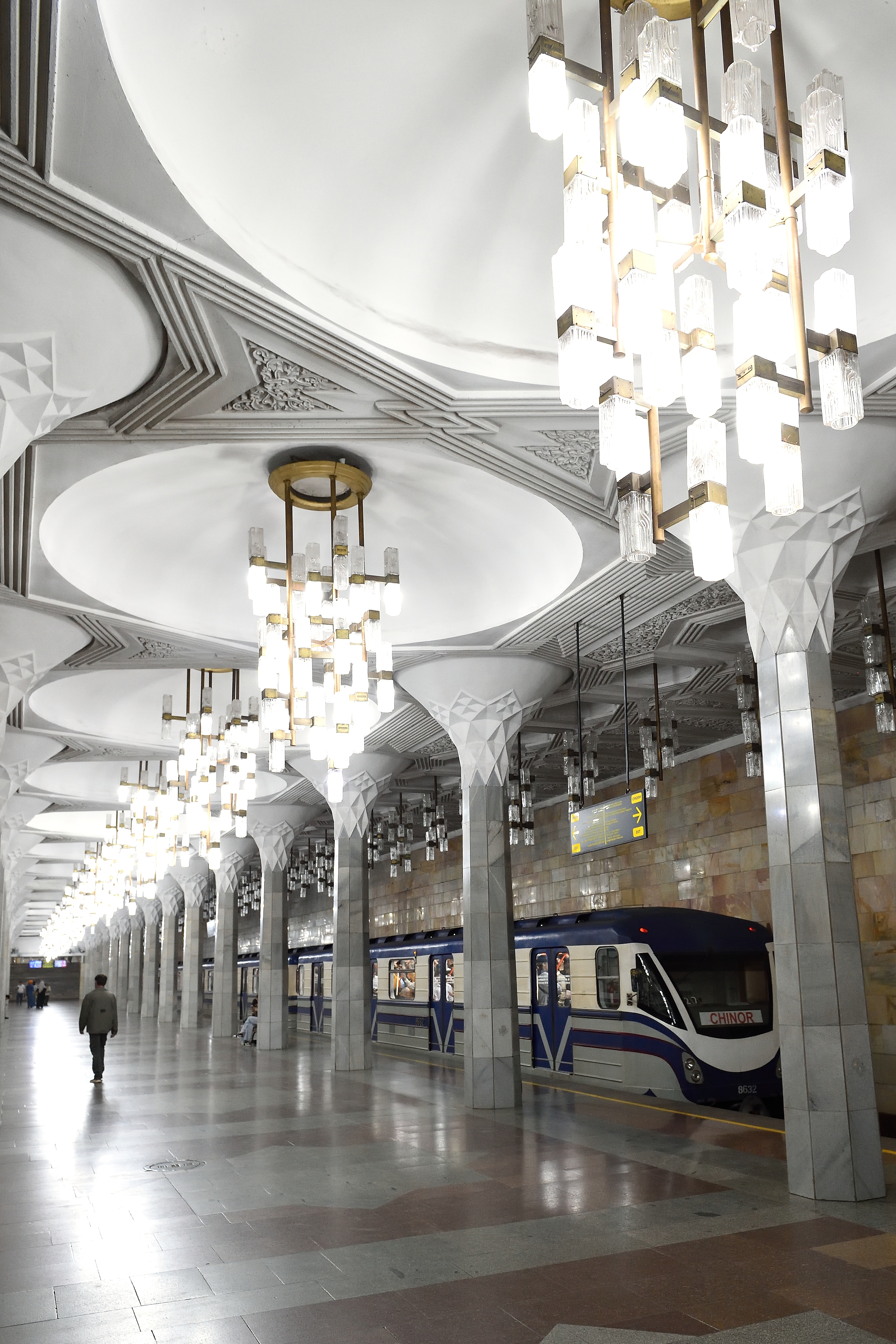
Stacja Mustaqillik Maydoni
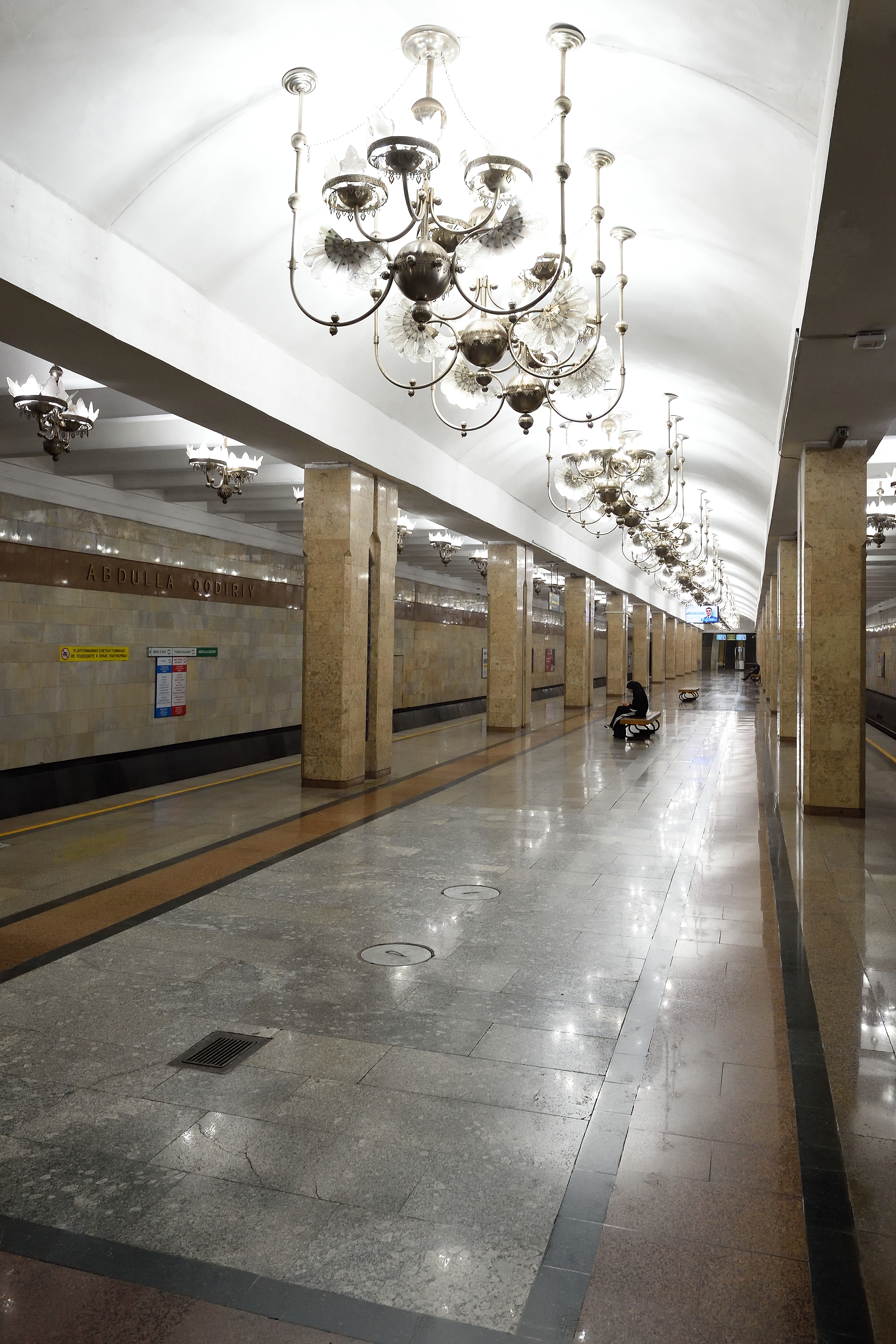
Stacja Abdulla Qodirii
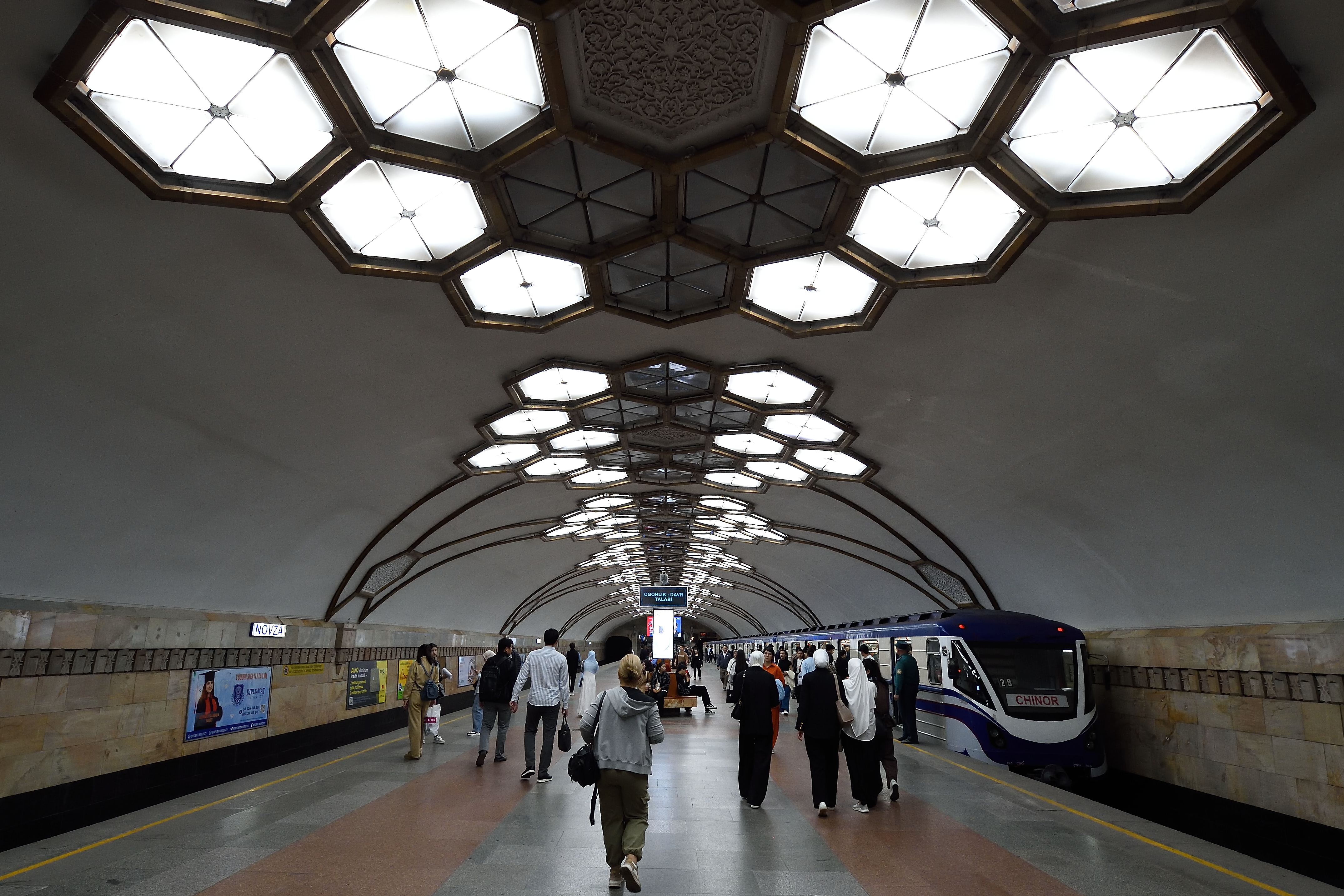
stacja Novza
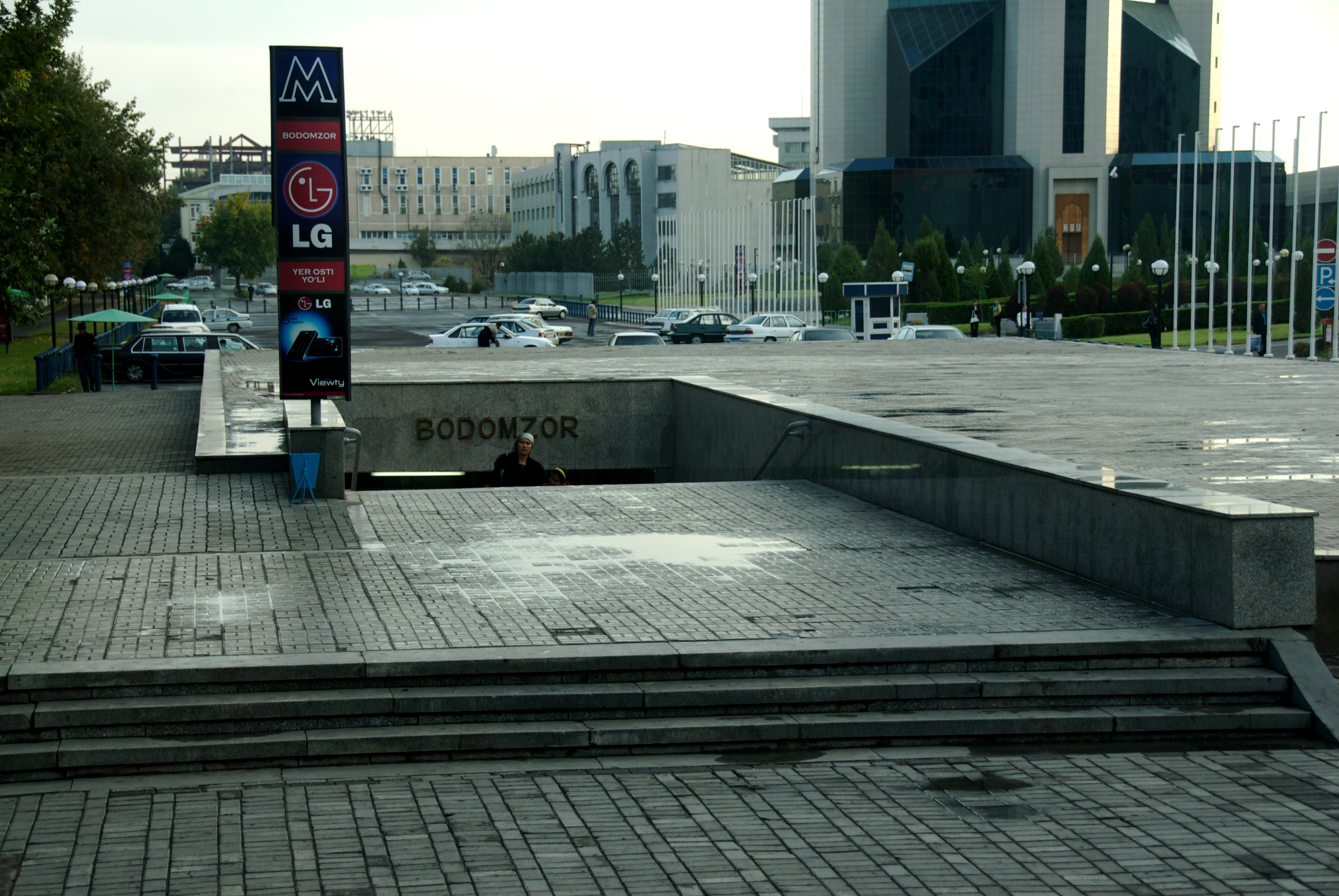
Wejście do stacji metra "Bodomzor"
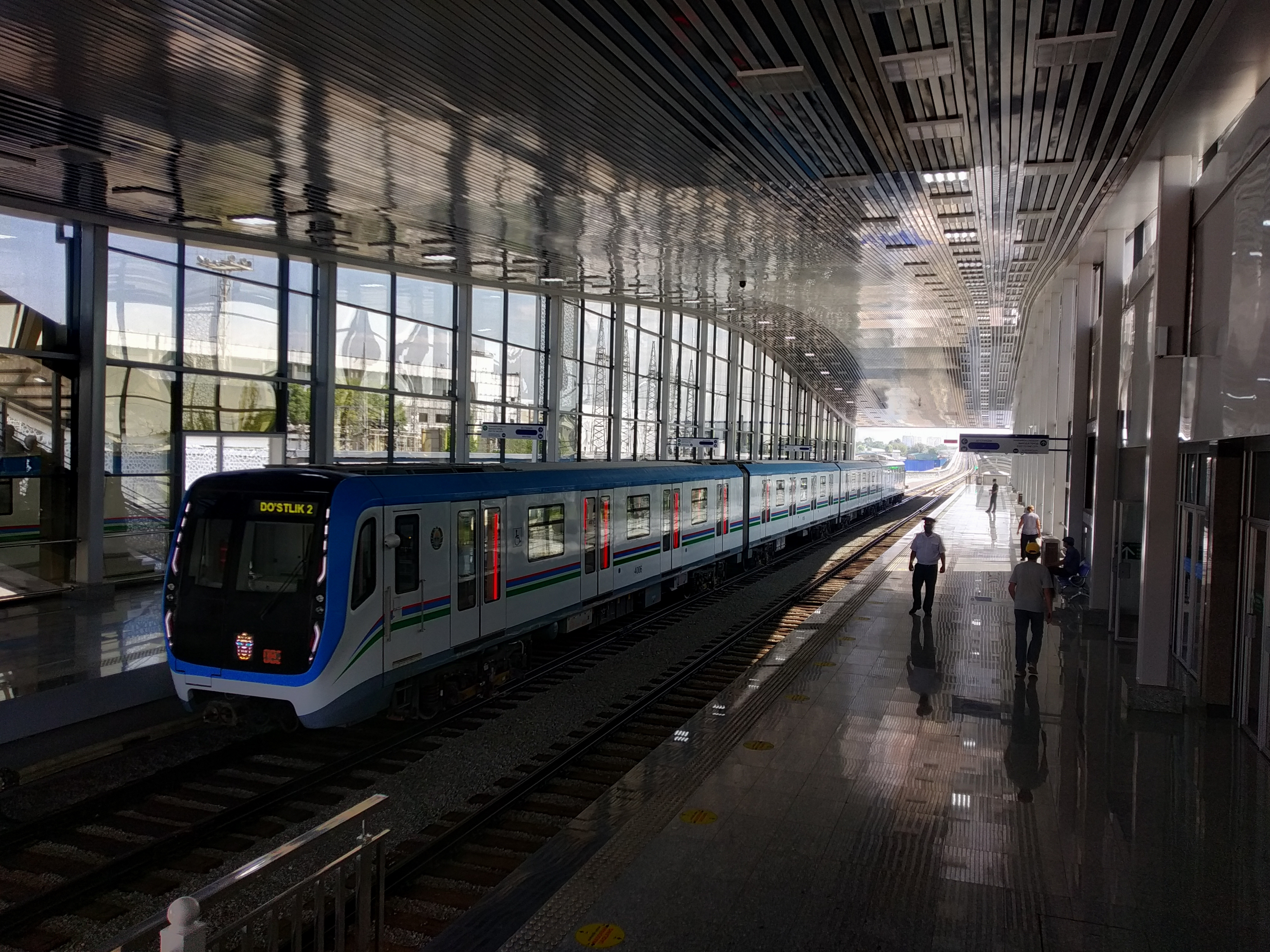
Stacja "Dustlik"